# Сікстинська Мадонна

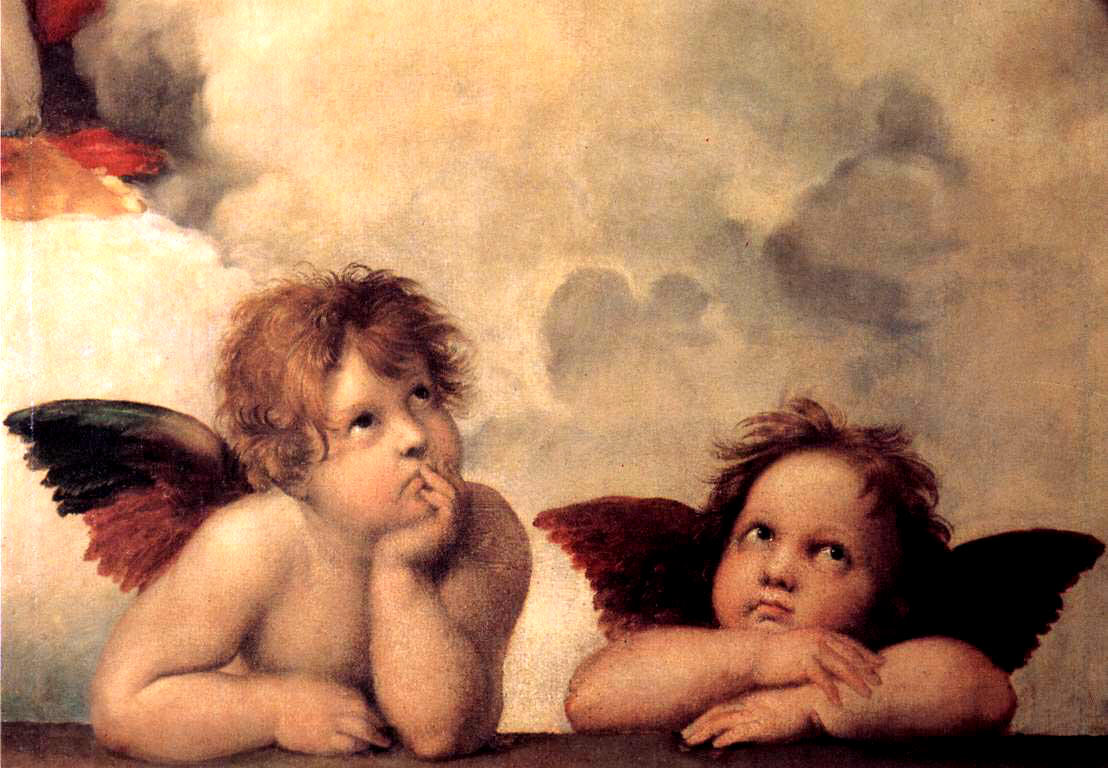
Янголи Рафаеля — мотив численних листівок і постерів.

«Сикстинська Мадо́нна» — картина Рафаеля. Перебуває в Галереї старих майстрів у Дрездені, придбана 1754 року з П'яченци Августом III Фрідріхом за близько 20 000 цехінів (70 кг золота). Розмір: 265×196 см. Є одним з найвідоміших творів італійського Ренесансу. Виконана ця картина близько 1512–1514 років на замовлення церкви святого Сикста у П'яченці, звідси і її назва.
Під час Другої світової війни гітлерівське керівництво заховало картину разом з іншими цінними творами в сховищах. В травні 1945 року радянські війська знайшли «Мадонну» у штольні неподалік від Дрездена. Після війни картина була на реставрації в Москві, а 1955 року її повернули разом з іншими картинами у Дрезден. 

## Історія створення
Величезне за розмірами (256 x 196 см) полотно Рафаель створив для вівтаря церкви монастиря Святого Сикста в П'яченці на замовлення папи Юлія II. Існує гіпотеза, що картина була написана в 1512—1513 роках на честь перемоги над французами, що вторглися в Ломбардію в ході Італійських воєн, і подальшого включення П'яченци до складу Папської області.
Що вельми незвично для початку XVI століття, матеріалом слугувала не дошка, а полотно. Це може свідчити про те, що полотно планували використовувати як хоругву (якщо тільки вибір матеріалу не пояснюється великими габаритами твору).
У XVIII столітті поширилася легенда (не підтверджена історичними документами), що Юлій II замовив полотно Рафаелю для своєї гробниці і що моделлю для Мадонни була кохана Рафаеля Форнаріна, для Сикста — сам папа Юлій (племінник Сикста IV), а для святої Варвари — його племінниця Джулія Орсіні. Прихильники теорії, що полотно створювалося для папської гробниці, звертають увагу на те, що жолуді на ризі Сикста явно стосуються цих двох пап з роду делла Ровере (rovere перекладається як «дуб»).
Водночас на створення образу саме для церкви у П'яченці вказує те, що її покровителями завжди вважалися свв. Сикст і Варвара, зображені на цьому полотні. Образ вдало вписався в центральну частину апсиди церкви в П'яченці, де слугував своєрідною заміною відсутнього вікна.

## Опис
На картині зображені Мадонна з немовлям в оточенні папи Сикста II і Святої Варвари по боках із двома янголятами, що дивляться знизу вверх на сходження Бога. Фігури утворюють трикутник. Розкрита по боках завіса зайвий раз підкреслює геометричну продуманість композиції. Це один з перших творів, в якому глядач незримо виявляється вписаним у композицію: здається, що Мадонна спускається з небес прямо назустріч глядачеві та дивиться йому в вічі. В образі Марії гармонійно поєднані захват релігійного тріумфу (художник повертається до ієратичності композиції візантійської Одигітрії) з такими загальнолюдськими переживаннями, як глибока материнська ніжність і окремі ноти тривоги за долю немовляти.

## Інше
Таємна влада матері, що несе свою дитину людям, століттями хвилювала та бентежила серця. Недивно, що Мадонну постійно копіювали. Наприклад, в українському містечку Бучач в тимпані костелу Успіння Пресвятої Богородиці є копія «Сикстинської Мадонни» Рафаеля.